# Фарн (божество)
Фарн, Хварно (др.-иран. *hvarnah-; авест. 𐬓𐬀𐬭𐬆𐬥𐬀𐬵 xᵛarənah; др.-перс. farnah-; пехл. xvarrah; перс. فرر‎ farr — «слава, счастье», всегда в среднем роде) — абстрактное божество в древнеиранской мифологии, связанное с огнём, светом и теплом.

## Мифология
Обычно это божество трактуется как материальное воплощение животворящей силы Солнца, божественного огня, божественная сущность, приносящая богатство, власть и могущество. Часто Фарн выступает и как некая абстрактная сакральная благая идея, и как конкретный материальный символ, божественный персонаж. Обычно в мифологии Фарн имеет общие атрибуты с едой, которая часто в иранских языках обозначается тем же словом или его производными. Например, упоминание этого имени встречается при совершении современного традиционного осетинского застольного обряда — в одном из тостов, произносимых в строгой последовательности, следует обращение к «„Фарну“ вселенной» с просьбой дарования счастья. Иногда Фарн выступает и как добрый дух — хранитель домашнего очага. В некоторых случаях под Фарном понимается счастье, доля, судьба, то есть он в этом смысле сопоставим с аналогичными богами греческой и римской мифологии — Тихе, Фортуна. Фарн часто выступает как символ царской власти.
В мифах и преданиях иранских и родственных им по культуре народов Фарн связывается с образами животных и птиц. В частности, в мифах Фарн часто представлялся в виде сокола Варагна, поэтому считалось, что амулеты из птичьих перьев способны приносить удачу и защищать его владельца как в этом, так и в потустороннем мире. У ряда народов, воспринявших древнеиранскую культурную традицию, например у сарматов (скифов), широкое распространение получил образ барана, как воплощение Фарна, а также иногда газели или оленя. Изображение этих символов на одежде человека зачастую свидетельствовало о принадлежности его к царскому роду. Широкое распространение изображение барана как символа Фарна получил в Кушанском царстве, Согде и Бактрии.

## Фарн в искусстве
В романе Генри Лайона Олди «Я возьму сам» описывается человек, случайно и по большому счету по ошибке получивший фарн иранских шахов, и ставший таким образом шахом.